# Stazione di Amantea
La stazione di Amantea è una stazione ferroviaria gestita da Rete Ferroviaria Italiana sita nel comune di Amantea. È posta sulla linea Tirrenica Meridionale, a 8 metri sul livello del mare in prossimità del litorale della città, distante solo pochi minuti a piedi.

## Storia
La stazione è stata inaugurata il 31 luglio del 1895 unitamente alla conclusione della costruzione dell'infrastruttura di cui fa parte, in particolare l'ultimo tronco che avrebbe collegato Praja a Gizzeria Lido.
Con la dismissione delle stazioni di Belmonte Calabro, Longobardi, Fiumefreddo e Torremezzo di Falconara, la stazione precedente è San Lucido Marina.

## Struttura e impianti
La stazione è situata a Via della Stazione, in una zona adiacente al litorale cittadino. Il fabbricato viaggiatori, privo di particolari pregi architettonici, è stato ristrutturato nel 2009. La stazione è definita da RFI come 'senza servizio di assistenza alle Persone a Ridotta Mobilità'.

## Movimento
La stazione è servita da treni InterCity e InterCity Notte che collegano lo scalo con il resto della penisola, con tratte che hanno il loro capolinea in stazioni come quella di Torino Porta Nuova, Reggio Calabria Centrale, Roma Termini e Milano Centrale, con scalo anche a Napoli ed in altre città della penisola attraversate durante il viaggio.
La stazione è servita da treni Regionali con capolinea a Reggio Calabria, proseguendo verso sud sulla Ferrovia Tirrenica Meridionale, e a Cosenza, raggiungibile tramite una diramazione presso la stazione di Paola.

## Servizi
La stazione dispone di:
- Sottopassaggio

## Interscambi
La stazione dispone di:
- Stazione taxi